# Evan Prodromou
Evan S. Prodromou (nacido el 14 de octubre de 1968  ) en Cincinnati, Ohio. Es un desarrollador de software y defensor del código abierto . Es coeditor de ActivityPub, el estándar W3C para redes sociales descentralizadas utilizado por plataformas como Mastodon .
Sus otras contribuciones más destacadas han sido Wikitravel (con Michele Ann Jenkins ), Identi.ca, StatusNet y Fuzzy.ai, un servicio de inteligencia artificial para desarrolladores.

## Biografía
Prodromou nació en Cincinnati, Ohio, Estados Unidos, y creció en Texas y California . Ha vivido en Ámsterdam, San Francisco y Lisboa, y actualmente reside en Montreal .
Graduado de la Universidad de California, Berkeley en 1990 (Física, Inglés) y trabajó para Microsoft y varias empresas de desarrollo web a finales de los años 1990. En 2003 fundó Wikitravel y en 2007 fundó Control Yourself, que desarrolló el software para Identi.ca, un servicio de microblogging. Control Yourself pasó a llamarse Laconica, StatusNet en 2010 y, finalmente, GNU social en 2012. En diciembre de 2012, Prodromou fundó una nueva empresa,[cita requerida] E14N.com, para desarrollar una nueva plataforma de redes sociales, Pump.io, una continuación de StatusNet.
En 2024 fundo la Social Web Foundationpara impulsar el fediverso frente a las grandes plataformas digitales.
Prodromou es un defensor del software libre y de código abierto y de la cultura libre .  Ha realizado presentaciones en conferencias de software,  y es el presidente del Grupo Comunitario de Web Social Federada del consorcio World Wide Web (W3C). 
Evan es hijo de Stav Prodromou y está casado con Michele Ann Jenkins. Tienen dos hijos.

## Publicaciones
- Prodromou, Evan (2024). ActivityPub. O'Reilly Media, Inc. ISBN 9781098169466.